# Themes (Vangelis)
Themes is een verzamelalbum van Vangelis. Bijzonder aan dit album is dat het filmmuziek van The Bounty en Missing bevat, die niet eerder was uitgebracht. Voor het overige putte niet Vangelis, maar zijn vorige platenlabel uit zijn platenhistorie.
Het album werd in een aantal landen een succes: Verenigd Koninkrijk (13 weken met hoogste plaats 11), Zwitserland (13 weken/20), Zweden (2 weken/25), Duitsland (plaats 46), Australië (2 weken/46) en België (een week/39). In Nederland behaalde het niet de lijsten.

## Tracklist
| Nr. | Titel                          | Duur |
| --- | ------------------------------ | ---- |
| 1.  | End Titles from Blade Runner   | 4:57 |
| 2.  | Main Theme from Missing        | 3:59 |
| 3.  | L'Enfant                       | 5:00 |
| 4.  | Hymn (van Opéra sauvage)       | 2:45 |
| 5.  | Chung Kuo                      | 5:29 |
| 6.  | The Tao of Love                | 2:45 |
| 7.  | Theme from Antarctica          | 3:55 |
| 8.  | Love Theme from Blade Runner   | 4:55 |
| 9.  | Opening Titles from The Bounty | 4:16 |
| 10. | Closing Titles from The Bounty | 4:58 |
| 11. | Memories of Green              | 5:42 |
| 12. | La Petite Fille de la Mer      | 5:51 |
| 13. | Five Circles                   | 5:18 |
| 14. | Chariots of Fire               | 3:31 |